# PGA 챔피언십
PGA 챔피언십(PGA Championship)은 매년 개최되는 4대 메이저 골프 대회의 하나이다. 1916년 처음 시작되었다.

## 역대 우승자
- 2021: 필 미컬슨
- 2016: 지미 워커
- 2015: 제이슨 데이
- 2014: 로리 매킬로이
- 2013: 제이슨 더프너
- 2012: 로리 매킬로이
- 2011: 키건 브래들리
- 2010: 마르틴 카이머
- 2009: 양용은
- 2008: 패트릭 해링턴
- 2007: 타이거 우즈
- 2006: 타이거 우즈
- 2005: 필 미컬슨
- 2004: 비제이 싱
- 2003: 숀 미킬
- 2002: 리치 빔
- 2001: 데이비드 톰스
- 2000: 타이거 우즈
- 1999: 타이거 우즈
- 1998: 비제이 싱
- 1997: 데이비스 러브 3세

## 같이 보기
- 마스터스 토너먼트
- US 오픈 (골프)
- 디 오픈 챔피언십